# Blooming Prairie (Minnesota)
Blooming Prairie es una ciudad ubicada en el condado de Steele en el estado estadounidense de Minnesota. En el Censo de 2010 tenía una población de 1996 habitantes y una densidad poblacional de 548,12 personas por km².

## Geografía
Blooming Prairie se encuentra ubicada en las coordenadas 43°52′6″N 93°3′18″O / 43.86833, -93.05500. Según la Oficina del Censo de los Estados Unidos, Blooming Prairie tiene una superficie total de 3.64 km², de la cual 3.64 km² corresponden a tierra firme y (0%) 0 km² es agua.

## Demografía
Según el censo de 2010, había 1996 personas residiendo en Blooming Prairie. La densidad de población era de 548,12 hab./km². De los 1996 habitantes, Blooming Prairie estaba compuesto por el 97.14% blancos, el 0.35% eran afroamericanos, el 0.25% eran amerindios, el 0.4% eran asiáticos, el 0% eran isleños del Pacífico, el 0.6% eran de otras razas y el 1.25% pertenecían a dos o más razas. Del total de la población el 6.31% eran hispanos o latinos de cualquier raza.